# Cabera straminea
Cabera straminea là một loài bướm đêm trong họ Geometridae.